# جائزة فرنسا الكبرى للدراجات النارية 2019
جائزة فرنسا الكبرى للدراجات النارية 2019 هو سباق دراجات نارية أقيم بتاريخ 19 مايو 2019 في لو مان، فرنسا. كان الجولة الخامسة من أصل 19 في سباق الجائزة الكبرى للدراجات النارية موسم 2019. فاز مارك ماركيث بفئة الموتو جي بي بينما جاء أندريا دوفيزيوسو في المركز الثاني وحصل على المركز الثالث دانيلو بيتروتشي. فاز بفئة الموتو 2 الإسباني أليكس ماركيث بينما فاز بفئة الموتو 3 البريطاني جون ماكفي.